# Georges II de Mingrélie
Pour les articles homonymes, voir Georges II.
Georges II de Mingrélie (Giorgi II Dadiani géorgien : გიორგი II დადიანი; mort en 1384) est membre de la maison Dadiani et eristavi (c'est-à-dire duc) d'Odishi dans l'ouest de la Géorgie de 1345 jusqu'à sa mort.

## Biographie
Georges II succède à son père, Mamia Ier Dadiani, en 1384, comme duc d'Odishi, la future Mingrélie. Il est confirmé par le roi Georges V de Géorgie. Au-delà de l'Odishi propre, Georges étend son influence
sur la Gourie et la Svanetie. Il, porte également le titre de « mandaturt-ukhutsesi » (Seigneur Haut Sénéchal) de Géorgie. Georges et son épouse, Marikhi, sont représentés sur dans fresque peinte sur le mur nord de la cathédrale de Bedia (en), dans ses possessions d'Abkhazie, qu'il a fait rénover. Il contribue également à l'entretien du  Monastère de la Croix à Jérusalem. Georges II meurt en 1384. Il est inhumé dans le tombeau familial de la  cathédrale de Khobi (ka).
Georges avait une fille nommée, Rousoudan, et deux fils: Vameq Ier Dadiani qui lui succède en  Odishi; le second, Kakhaber Ier Gurieli, reçoit un apanage en Gourie avec le titre de  Gouriel.